# Antranilato 1,2-diossigenasi (deaminante, decarbossilante)
La antranilato 1,2-diossigenasi (deaminante, decarbossilante) è un enzima appartenente alla classe delle ossidoreduttasi, che catalizza la seguente reazione:
antranilato + NAD(P)H + 2 H+ + O2 ⇄ catecolo + CO2 + NAD(P)+ + NH3
L'enzima richiede Fe2+.